# Pistacia terebinthus
Terebintul (în ebraică: אלת טרבינת, elot terebint, tradus: stejari terebint), este un arbore ori arbust de foioase din genul de Pistacia care crește în garine și macchiele, comune pe întreg teritoriul bazinului mediteranean: de la Maroc și Portugalia până la Levant, Israel, Palestina, Siria, Turcia, și la fel în Insulele Canare.

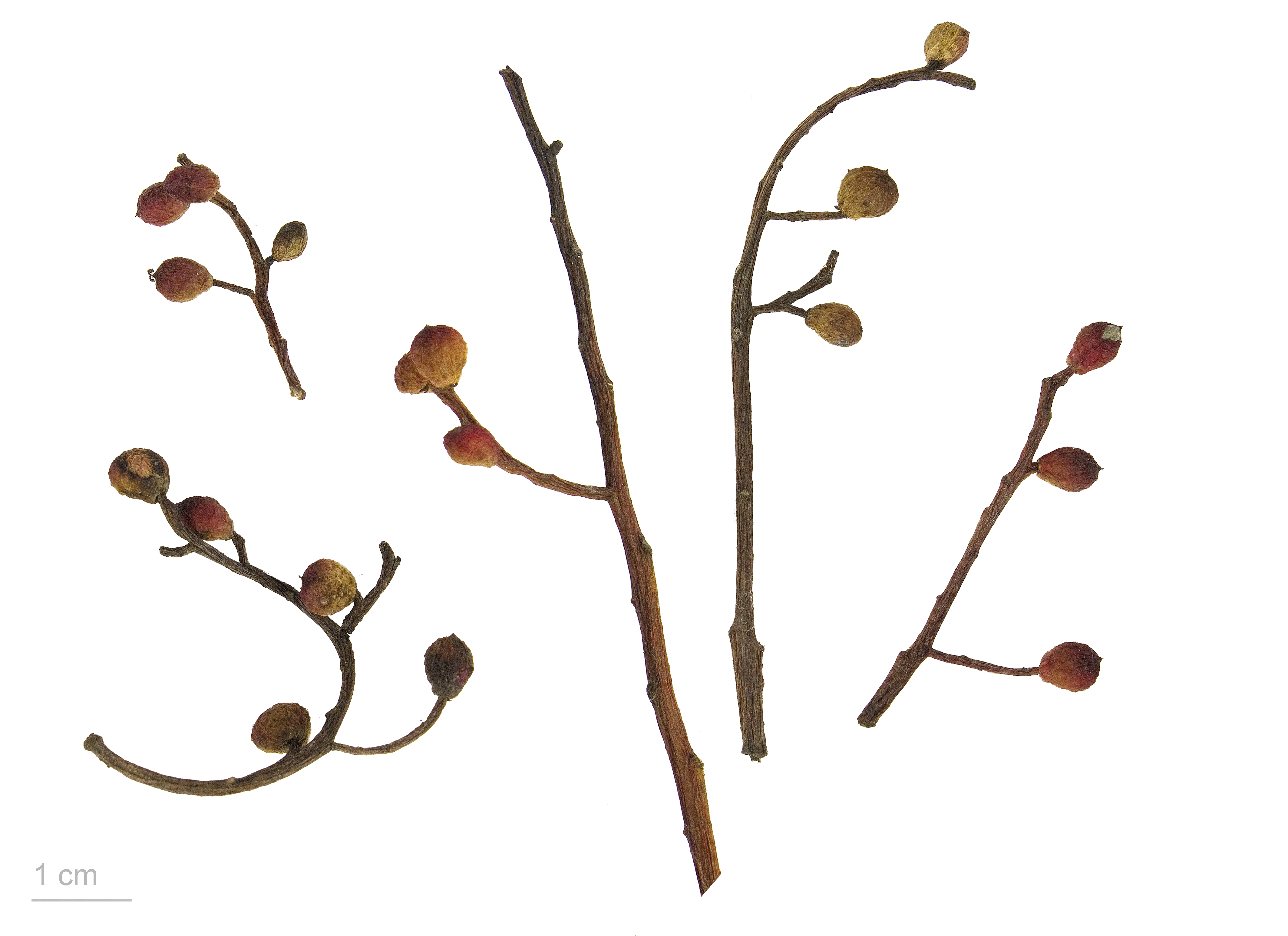
Pistacia terebinthus - Muzeul din Toulouse

## Etimologie și Istorie
Pistacia vine din grecul pistakê · , derivat din persanul pista prin cuvântul latin pĭstalia și terebintul din latinul terebinthus, derivat din grecul τερέβινθος care este designat arborelui.
Prima mențiune a păstacierilor (arbori de păstaie) a fost de la primul botanist al antichității Teofrast (n. 371 î.Hr. m. 288 î.Hr.) care descrie în mod specific frunzele imperiale ale terebintului în Țara Galilor care îi afectează, și descrie producerea unei rășini care este colectată ("Cercetare asupra plante" , III,15 ; V,3). Patru secole mai târziu, enciclopedistul roman, Plinius, preia aceleași descrieri ("Istorie naturală" , XIII, 54) și medicul grec Dioscoride care indică că «rășina lui este importată ... din Iudeea, Siria, Cipru, Libia și Insulele Ciclade ș.a. Rășina de terebint depășește toate rășinile și este 
sub formă de pelete fiind bună pentru afecțiuni ca tusa și tuberculoza, indiferent dacă este singură sau cu miere de albine și eliberează complet pieptul impurităților » (Materia Medicală, I, 71).

## În Biblia ebraică (Vechiul Testament)
Unele traduceri biblice cum este textul Societăților Biblice Unite versus textul tradițional sinodal ortodox fac rocadă când traduc cuvintele "elah" (terebint) și "elun" (stejar). Este clar că traducătorii sunt incerți care traducere este corectă, [...], totuși cei doi sunt arbori foarte diferiți la orice privire nu dar la cea mai superficială observare.
Acest arbore este menționat în Biblie, de exemplu în profetul Isaia cap. 6 și versetul 13:  
וְעֹוד בָּהּ עֲשִׂרִיָּה וְשָׁבָה וְהָיְתָה לְבָעֵר כָּאֵלָה וְכָאַלֹּון אֲשֶׁר בְּשַׁלֶּכֶת מַצֶּבֶת בָּם זֶרַע קֹדֶשׁ מַצַּבְתָּֽהּ׃ פ
uē·auōd bāh asōriāh uē·șābāh uē·hāitāh lî·bāaēr cā·eëlāh uē·cā·elēuɳ eășęr bē·șēlēcēt mē·țēbāt bām—zara qōdēș mē·țēbâtāh (fe) (Isaia 6:13 în Codex Aleppo)
Și încă înăuntru zece și întoarce și fiind să aprindă ca elah (terebint) și ca elun (stejar) care în trunchi de butuc ele-sămânță sfântă încolțește. 
και ετι επ αυτης εστιν το επιδεκατον και παλιν εσται εις προνομην ως τερεβινθος και ως βαλανος οταν εκπεση απο της θηκης αυτης (Isaia 6:13 în Septuagista Greacă LXX)
Și dacă va rămâne încă unul din zece, și acela va fi hărăzit focului, ca și terebintul și stejarul, ale căror trunchiuri sunt trântite la pământ. Din butucul rămas va lăstări o mlădiță sfântă". (traducerea din Septuaginta Greacă a Sinodului Bisericii Ortodoxe Române)

## Descriere

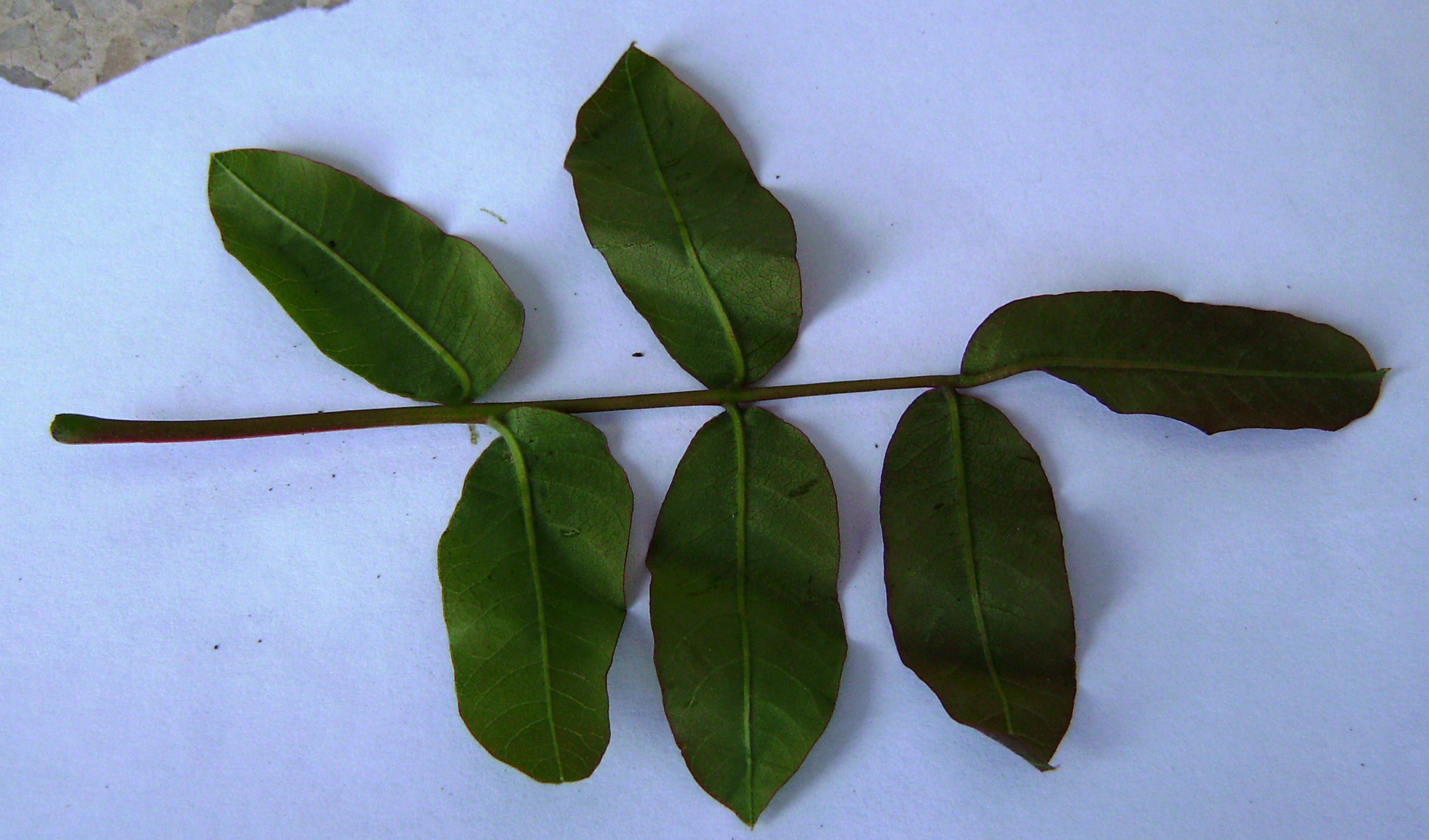
Revers de les fulles d'un exemplar recollit a la Comarca de La Noguera

Sunt arbori dioici adică pe un exemplar se găsesc doar flori masculine sau feminine, deci arborii sunt fie masculini fie feminini.
Frunzele sunt compuse, de 10–20 cm lungime, cu penaj de din 5 până la 11 foliole ovale, cu margini întregi, aflate în opoziție, foliolele fiind de 2–6 cm lungime și 1–3 cm lățime, și de culoare verde închis. 
Florile variază de la violet la verde. 
Fructul consistă din boabe mici globulare de 5–7 mm lungime, cam de mărimea unui bob de mazăre, de culoarea roșie spre negru când este vremea culegerii. Întreaga plantă are o aromă intensă: amăruie, rășinoasă sau medicinală. 
În perioada de vegetație ramifică brațe, și dezvoltă "gale" (tumoare) în formă de corn de capră (de la care planta are denumirea comună în limba spaniolă: cornicabra), care apar pe frunze și pe foliole în urma mușcăturii de insecte.
Multiplicarea speciei se poate face prin semințe și vegetativ prin butași. 
În ciuda prezenței de "galei" este un arbore foarte puternic și rezistent care persistă în zone degradate unde alte specii deja au fost eliminate.
Pot hibridiza în mod natural cu mastic.
În vestul bazinului mediteranean avem alte specii ca de exemplu Pistacia palaestina (stejarul palestinian), care mai sunt numite 'Terebint'. Pistacia palaestina este distinctă de P. terebinthus prin frunzișul oval-marginal care sunt alungite într-un punct depărtat, cumva păroase, răspândindu-se mai mult și rămurind segmente cu flori.

## Utilizare
Acesta este utilizat ca o sursă de terebentină, posibil cea mai veche cunoscută. Terebentina de terebint este denumită chian, scio, ori terebentină de Cipru. Fructele sunt folosite în Cipru pentru a face o pâine specială. Planta este bogata in taninuri și alte substanțe rășinoase și a fost folosită pentru proprietățile sale aromatice și medicinale în Grecia antică.
Are o mare valoare ecologică fiind o specie pionieră și rezistentă care fixează și îmbogățește solul facilitând  colonizări pentru alte culturi. 
Este de mare valoare pentru păsări și alte faune de mici mamífere care se hrănesc din fructele lor și dispensează semințele lor. 
Este un indicator ecologic al zonelor bine conservate, puțin degradate ori în recuperare. Unde o populație de terebint prosperă este indicele unei zone cu puține intruziuni umane. Comunitățile lor se găsesc în zonele izolate și de la distanță. Pășunatul excesiv provoacă dispariția lor.

## Maladii și paraziți

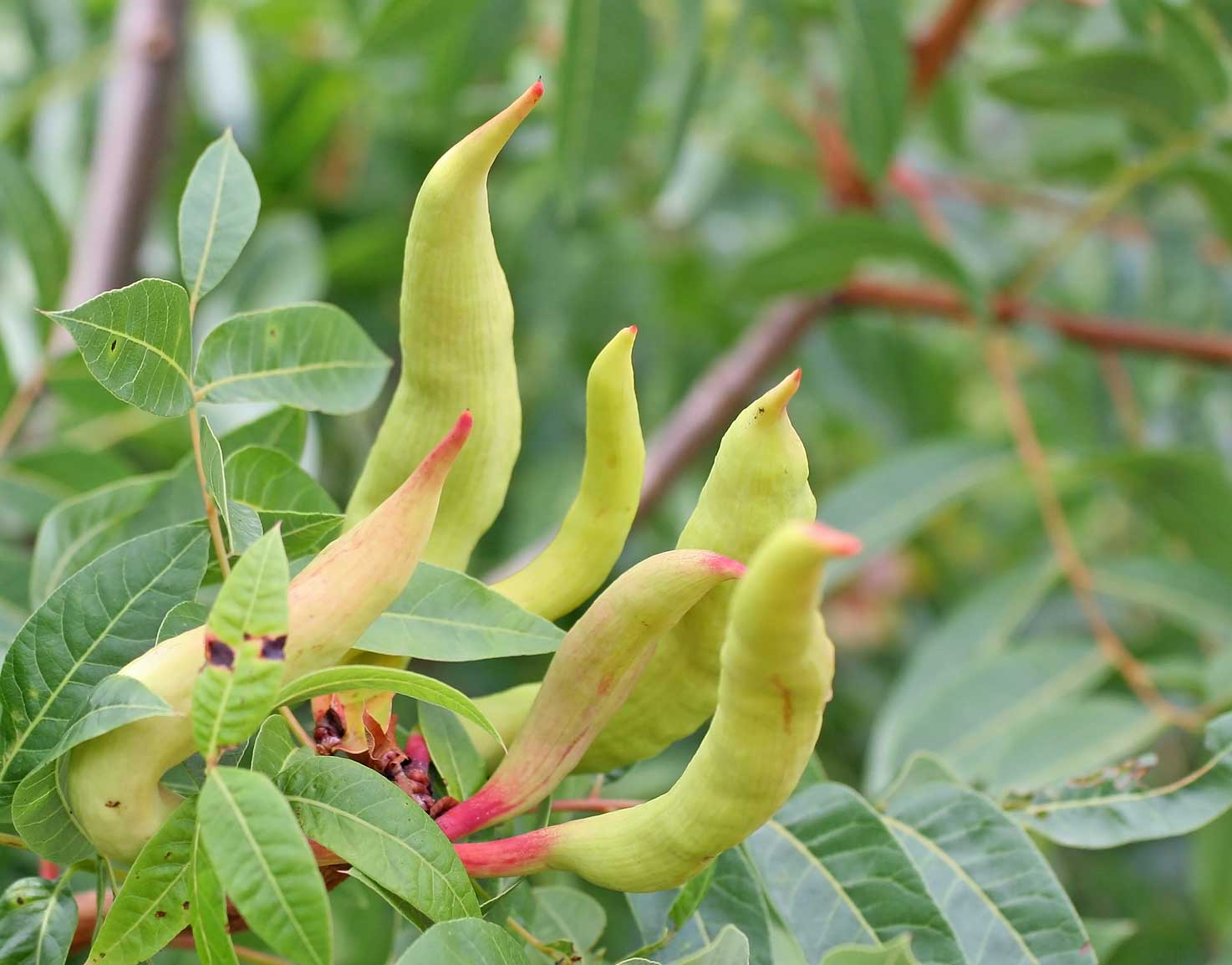
Gale pe Baizongia pistaciae

Gala terebintului pistacier face frunza să sufere o mutație pentru a putea conține ouăle parazite. Cele mai frecvente specii de paraziți care cauzează gale sunt  Afida (Aphidinea), Forda marginata, Forda formicaria, și Baizongia pistaciae (frunzele transformate într-un enorm "corn" care atinge 20 cm de lungime).

## Imagini

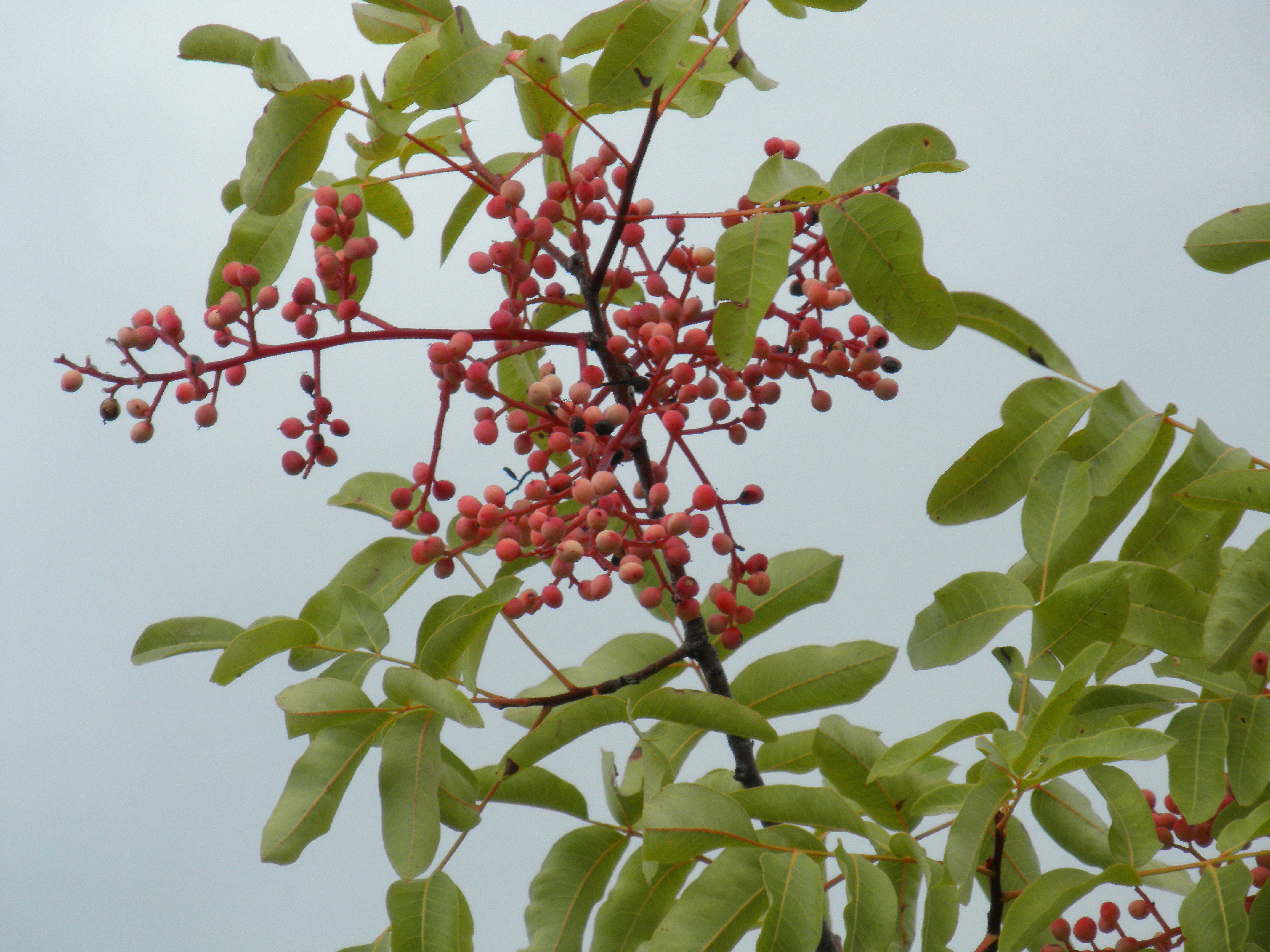
Terebint cu ciorchine. fructos 2010-10-03 Dehesa Boyal Puertollano.
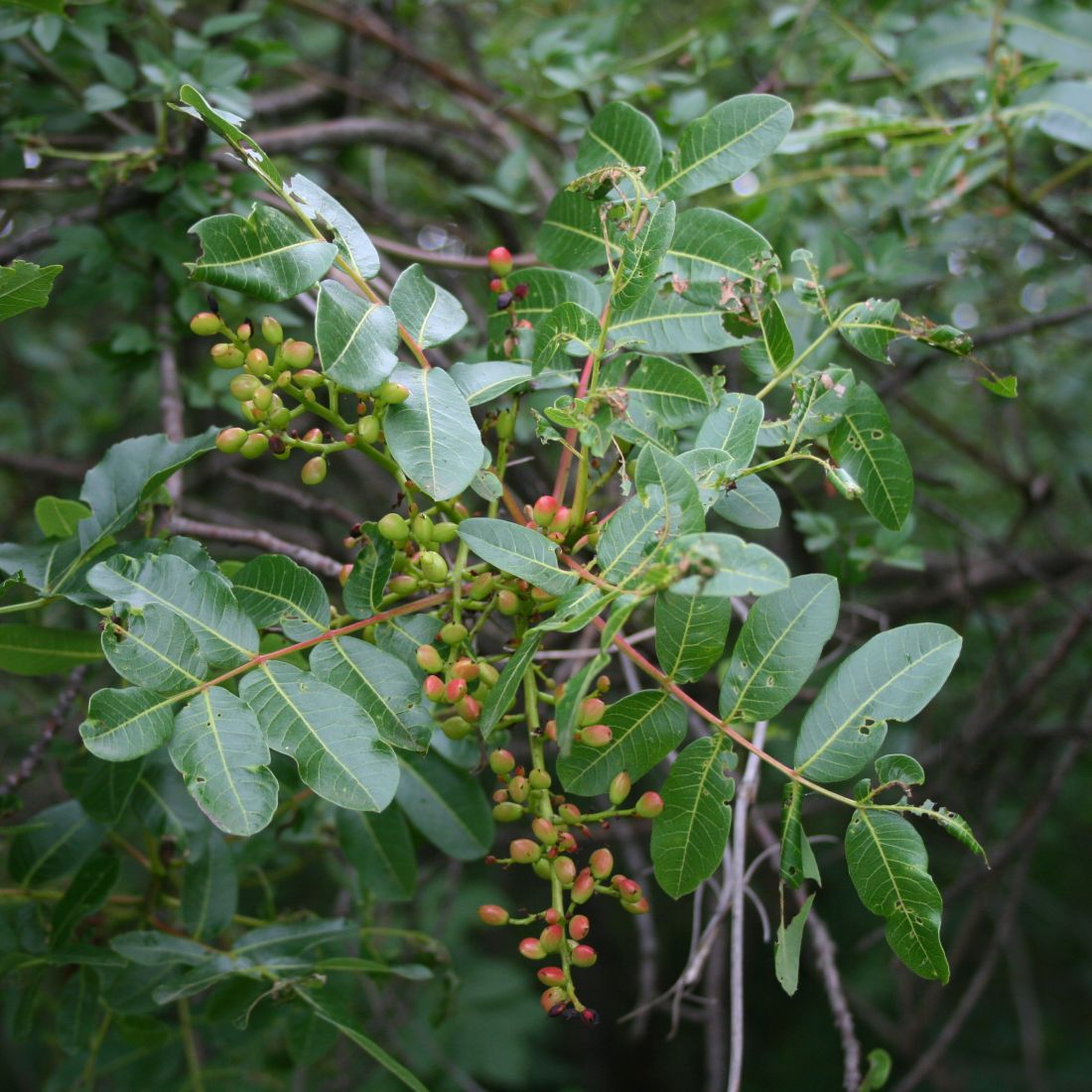
Terebint cu detaliu de frunze şi fructe ochite.
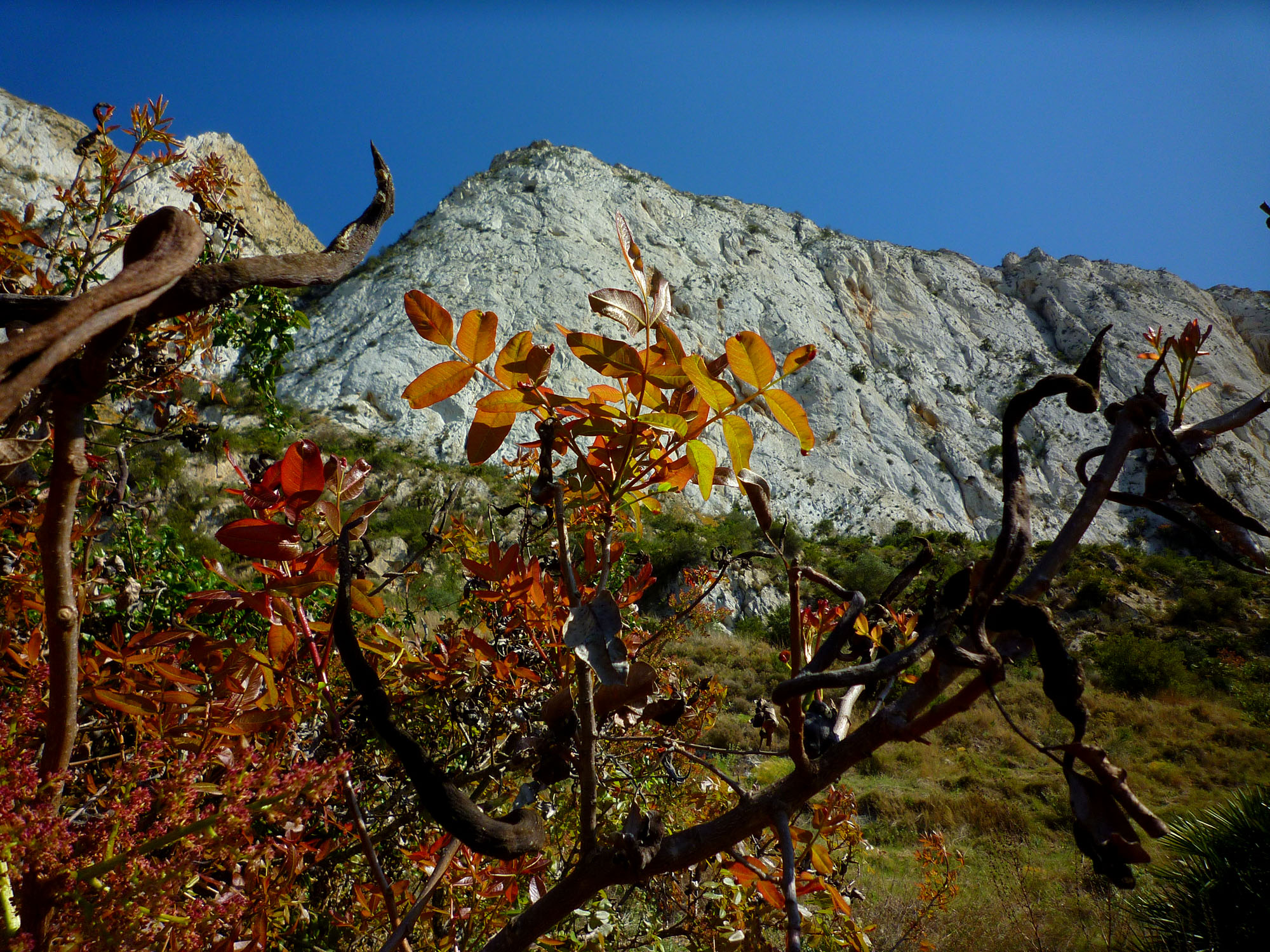
Terebint în Parcul Natural de la Sierra de la Muela Cabo Tiñoso şi Roldán, Peñas Blancas, Cartagena, Spania.
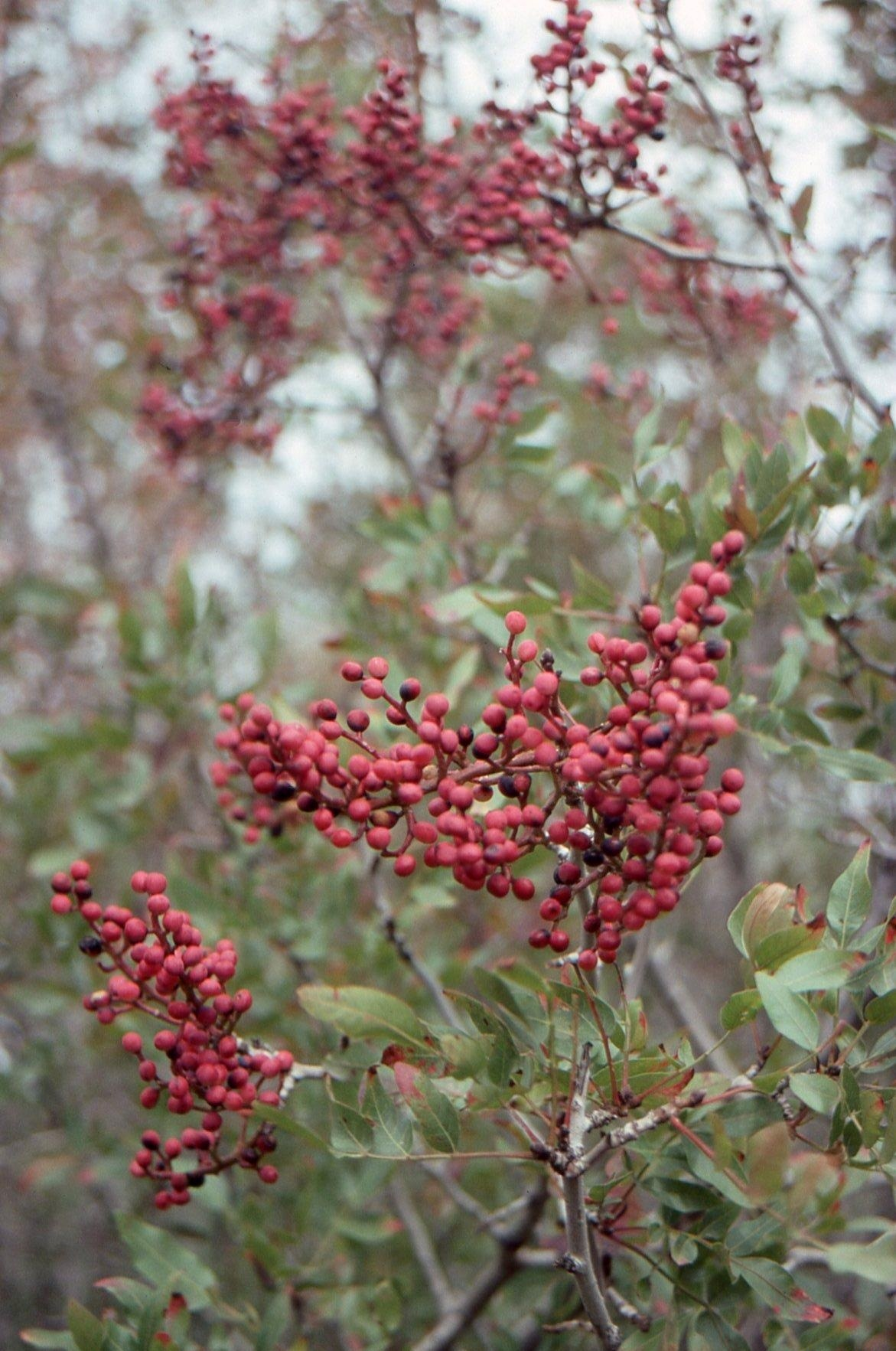
Terebint cu fructe coapte în Yenifoça, Turcia.
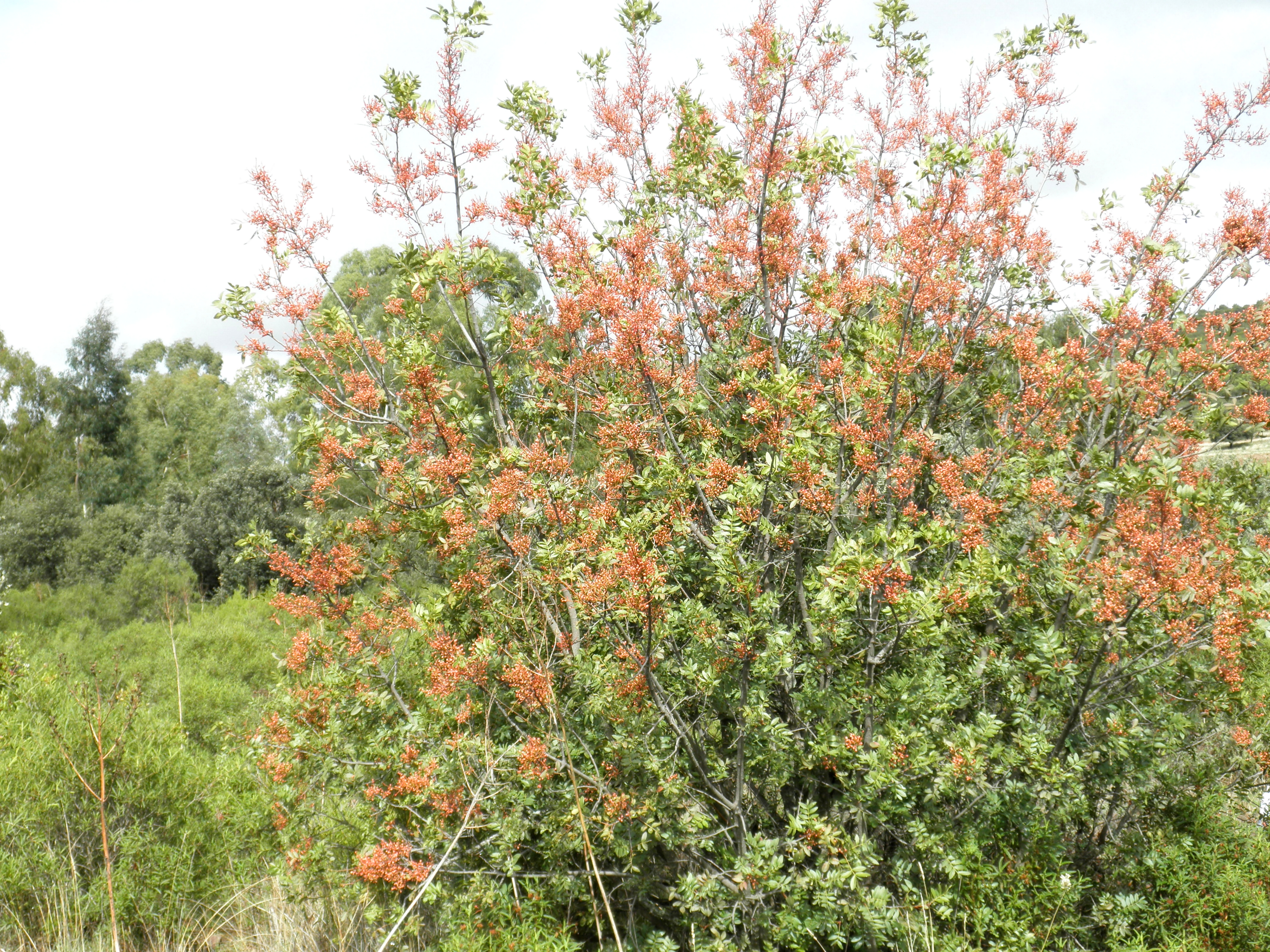
Habitat de Terebint Pistacia 2010-10-10 Dehesa Boyalde Puertollano.
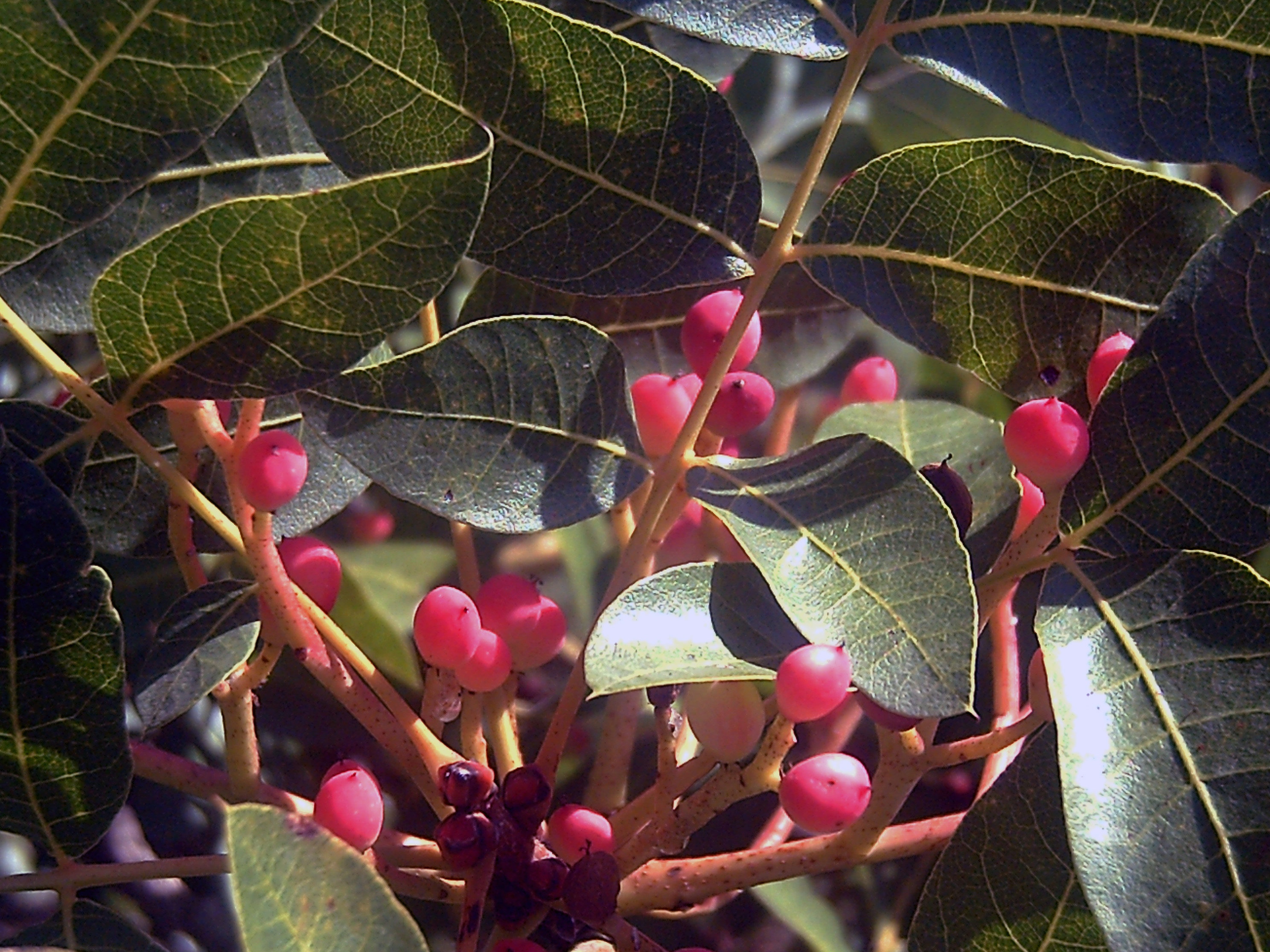
Fructe de Terebint in Sierra Madrona.

## Legături Externe
- el  Asociația Cultivatorilor Chios Mastic
- en  Pistacia terebinthus
- fr  Pistacia terebinthus
- fr  Jean Fabre, souvenirs entomologiques, 1903, Pucerons du térébinthe - Galles